# Picco d'Aneto
Il picco d'Aneto (in spagnolo pico de Aneto, in aragonese tuca d'Aneto, in catalano pic d'Aneto) è la montagna più alta dei Pirenei con i suoi 3.404 m s.l.m.. Si trova interamente in territorio spagnolo nella regione dell'Aragona.

## Geografia

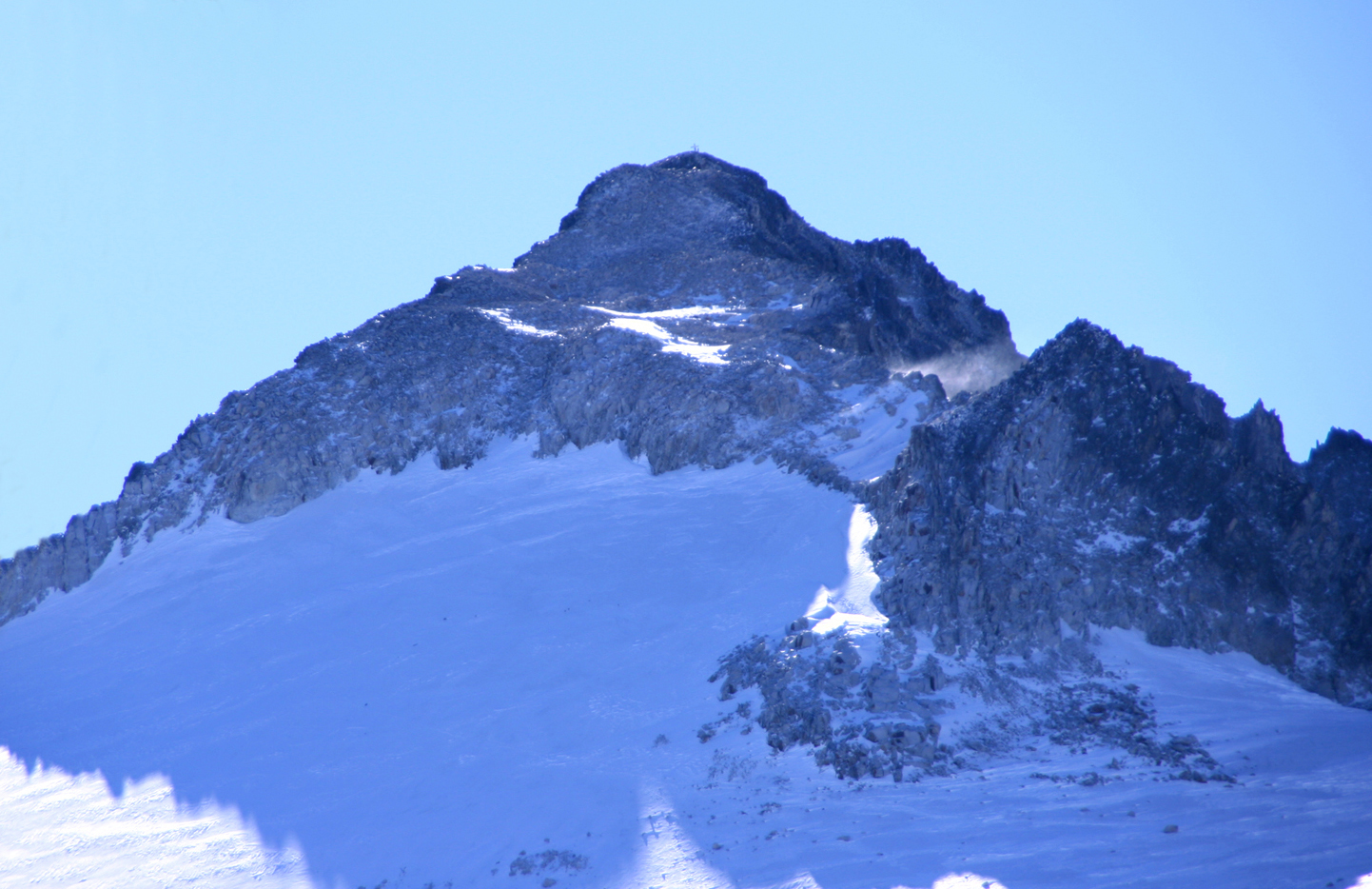
Altra vista del picco d'Aneto.

Pur essendo l'apice della catena montuosa spagnola più conosciuta, non è la cima più alta dello Stato iberico, battuto dal vulcano Teide nelle isole Canarie, e neppure della Spagna continentale, superato dal Mulhacén nella Sierra Nevada.
La vetta, che è parte del massiccio della Maladeta, presenta sul suo versante nord un ghiacciaio che è il più esteso dei Pirenei.

## Geologia
La formazione della montagna si può far risalire al paleozoico, con depositi di materiale del mesozoico.

## Accesso alla vetta
Alpinisticamente è un monte che non presenta eccessive difficoltà di ascesa agli scalatori esperti. La prima scalata dal mare alla vetta, partendo dall'Oceano Atlantico, è stata portata a termine da Louis-Philippe Loncke dopo 25 giorni di traversata dei Pirenei senza rifornimenti e senza assistenza. (19 agosto 2020)